# Скохари-Крик
Скохари-Крик (англ. Schoharie Creek) — река в американском штате Нью-Йорк, один из крупнейших притоков Мохока (бассейн реки Гудзон).

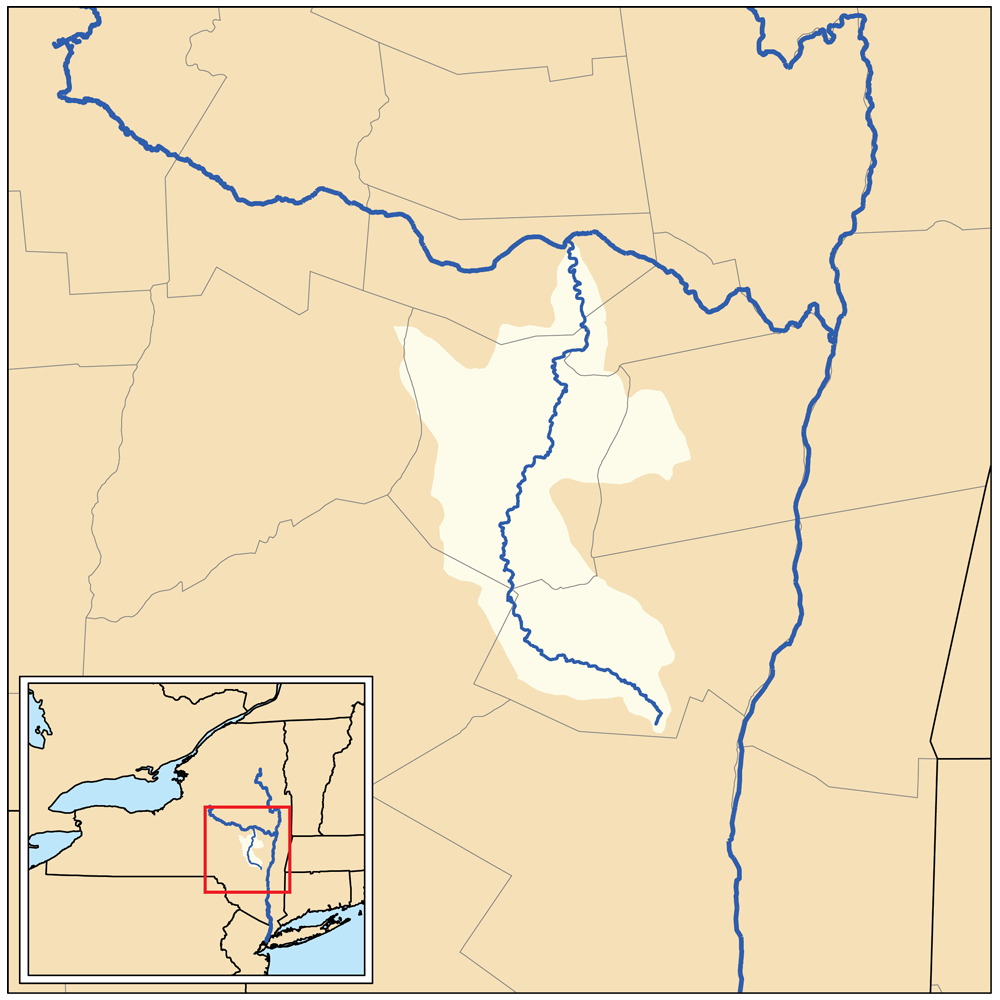
Бассейн реки

Берёт начало на северном склоне горы Индиан-Хед. Впадает в реку Мохок. Длина реки — 150 км, площадь бассейна 2400 км². На Скохари-Крике построены две электростанции: у водохранилища Скохари и гидроэлектростанция Blenheim-Gilboa.
Основные притоки реки: правые — Уэст-Килл, Пантер-Крик и Коблскилл-Крик; левые — Ист-Килл, Батейвия-Килл, Литл-Скохари-Крик и Фокс-Крик.